# Тернопільський тролейбус
Тернопільський тролейбус — тролейбусна система в Тернополі, один із найбільших транспортних перевізників міста. Рух урочисто відкритий 25 грудня 1975 року, а регулярний рух розпочався 4 січня 1976 року. Першими машинами були 20 чехословацьких тролейбусів Škoda 9Tr. Перший тернопільський тролейбус вийшов на лінію 25 грудня 1975 року. До 2003 року в місті діяло 16 тролейбусних маршрутів (№1 — 15, 8А). Станом на жовтень 2024 року діє 8 тролейбусних маршрутів.

## Маршрути
| Перелік тролейбусних маршрутів в місті Тернопіль | Перелік тролейбусних маршрутів в місті Тернопіль | Перелік тролейбусних маршрутів в місті Тернопіль                                               | Перелік тролейбусних маршрутів в місті Тернопіль                                                          |
| №                                                | Напрямок руху | Примітки                                                                                       | Кількість випусків                                                                                        |
| ------------------------------------------------ | --- | ---------------------------------------------------------------------------------------------- | --- |
| 2                                                | Вул. Тролейбусна, вул. Сергія Короля, вул. Гетьмана Мазепи, вул. Руська, просп. Степана Бандери, вул. Протасевича, вул. Лесі Українки, вул. Слівенська, просп. Степана Бандери, вул. Руська, вул. Гетьмана Мазепи, вул. Сергія Короля |                                                                                                | Будні: 6, вихідні: 4                                                                                      |
| 3                                                | Вул. Карпенка, вул. Миру, вул. Дружби, вул. Старий Поділ, вул. Торговиця, вул. Князя Острозького, вул. Пирогова, вул. Гоголя, вул. Богдана Хмельницького, вул. Збаразька, просп. Злуки, вул. Тарнавського, вул. Володимира Великого, вул. Леся Курбаса, ТРЦ «Подоляни», вул. Текстильна, вул. Збаразька, вул. Богдана Хмельницького, вул. Руська, вул. Князя Острозького, вул. Шептицького, вул. Торговиця, вул. Старий Поділ, вул. Гетьмана Мазепи, вул. Кривоноса, вул. Винниченка                                         | До 08:29 та після 17:01 їде прямо по вул. Руській та попри філармонію (вул. Князя Острозького) | Не обслуговується з 1 лютого 2024 року. З 1 березня 2025 року повністю скасований.                        |
| 3                                                | Вул. Миру, вул. Дружби, вул. Руська, вул. Князя Острозького, вул. Пирогова, вул. Гоголя, вул. Богдана Хмельницького, вул. Збаразька, вул. Текстильна, Авторемзавод, вул. Текстильна, вул. Збаразька, вул. Богдана Хмельницького, вул. Руська, вул. Гетьмана Мазепи, вул. Кривоноса | У більшості відтворений у 2016 році, коли його відкрили від вул. Карпенка до ТРЦ «Подоляни»    | З листопада 2015 року до серпня 2016 року прямував через Східний мікрорайон.                              |
| 4                                                | Вул. Торговиця, вул. Острозького, вул. Пирогова, вул. Гоголя, просп. Степана Бандери, вул. Слівенська, вул. Лесі Українки, вул. Протасевича, вул. Довженка, вул. Лесі Українки, вул. Слівенська, просп. Степана Бандери, вул. Руська, вул. Шептицького |                                                                                                | Будні та вихідні: 2                                                                                       |
| 4                                                | Вул. Лесі Українки, вул. Слівенська, просп. Степана Бандери, вул. Руська, вул. Князя Острозького, вул. Шептицького, вул. Торговиця, Центральний ринок, вул. Торговиця, вул. Князя Острозького, вул. Пирогова, вул. Гоголя, вул. Богдана Хмельницького, вул. Збаразька, просп. Злуки, вул. 15 Квітня, вул. Протасевича | Після 17:00 прямує тільки до філармонії (вул. Князя Острозького)                               | Скасовано з серпня 2018 року через об'єднання ділянок тролейбусних маршрутів №4 і №7 та його збитковість. |
| 5                                                | Вул. Миру, вул. Дружби, вул. Руська, вул. Князя Острозького, вул. Пирогова, вул. Гоголя, вул. Богдана Хмельницького, вул. Збаразька, просп. Злуки, вул. Тарнавського, вул. Київська, вул. 15 Квітня, вул. Протасевича, вул. Лесі Українки, вул. Слівенська, просп. Степана Бандери, вул. Руська, вул. Гетьмана Мазепи, вул. Кривоноса | Через центр в обидві сторони.                                                                  | Будні та вихідні: 2                                                                                       |
| 6                                                | Вул. Тролейбусна, вул. Сергія Короля, вул. Гетьмана Мазепи, вул. Руська, вул. Князя Острозького, вул. Пирогова, вул. Гоголя, вул. Богдана Хмельницького, вул. Збаразька, просп. Злуки, вул. Тарнавського, вул. Київська, вул. 15 Квітня, вул. Протасевича, вул. Довженка, вул. Лесі Українки, вул. Слівенська, просп. Степана Бандери, вул. 15 Квітня, вул. Київська, вул. Тарнавського, просп. Злуки, вул. Збаразька, вул. Богдана Хмельницького, вул. Руська, вул. Гетьмана Мазепи, вул. Сергія Короля, вул. Лучаковського | Змінений у зв'язку з аварійністю шляхопроводу на вулицях Руська — С. Бандери.                  | Будні: 10, вихідні: 8                                                                                     |
| 6                                                | «Авторемзавод», вул. Текстильна, просп. Злуки, вул. Тарнавського, вул. Київська, вул. 15 Квітня, вул. Протасевича, вул. Лесі Українки, просп. Степана Бандери, вул. 15 Квітня, вул. Тарнавського, просп. Злуки, вул. Текстильна | Мав статус спецрейсу. Виконувався лише 1 рейс зранку у будні 1 машиною з маршруту №5.          | Скасований з червня 2020 року.                                                                            |
| 7                                                | Вул. Лесі Українки, вул. Слівенська, просп. Степана Бандери, вул. 15 Квітня, просп. Злуки, вул. Промислова (ТЦ «Епіцентр»), вул. Лукіяновича, вул. Бродівська, вул. Богдана Хмельницького, вул. Руська, вул. Шептицького, вул. Торговиця, Центральний ринок, вул. Князя Острозького, вул. Пирогова, вул. Богдана Хмельницького, вул. Бродівська, вул. Лукіяновича, вул. Промислова (ТЦ «Епіцентр»), просп. Злуки, вул. 15 Квітня, вул. Протасевича                                                                           |                                                                                                | Будні: 4                                                                                                  |
| 8                                                | Вул. Леся Курбаса, вул. Морозенка, вул. Симоненка, вул. Тарнавського, просп. Злуки, вул. Збаразька, вул. Богдана Хмельницького, вул. Руська, вул. Князя Острозького, вул. Шептицького, вул. Торговиця, Центральний ринок, вул. Торговиця, вул. Микулинецька, Газопровід, вул. Микулинецька, вул. Князя Острозького, вул. Пирогова, вул. Гоголя, вул. Богдана Хмельницького, вул. Збаразька, просп. Злуки, вул. Тарнавського, вул. Володимира Великого                                                                        |                                                                                                | Будні: 4, вихідні: 2                                                                                      |
| 8А                                               | Вул. Карпенка, вул. Дружби, вул. Старий Поділ, Вул. Торговиця, вул. Микулинецька, Газопровід, вул. Микулинецька, вул. Торговиця, вул. Старий Поділ, вул. Гетьмана Мазепи, вул. Кривоноса, вул. Винниченка | Через Центральний ринок в обидві сторони                                                       | |
| 9                                                | Вул. Сахарова, вул. Купчинського, просп. Злуки, вул. Збаразька, вул. Богдана Хмельницького, вул. Руська, вул. Князя Острозького, вул. Шептицького, вул. Торговиця, Центральний ринок, вул. Торговиця, вул. Князя Острозького, вул. Пирогова, вул. Гоголя, вул. Богдана Хмельницького, вул. Збаразька, просп. Злуки, вул. Тарнавського, вул. Київська, вул. Стуса, вул. Корольова |                                                                                                | Будні та вихідні: 4                                                                                       |
| 10                                               | Вул. Замкова, вул. Руська, просп. Степана Бандери, вул. 15 Квітня, вул. Київська, вул. Тарнавського, просп. Злуки, вул. Збаразька, вул. Крушельницької |                                                                                                | Будні: 8, вихідні: 4                                                                                      |
| 12                                               | Центральний ринок, вул. Торговиця, вул. Князя Острозького, вул. Пирогова, вул. Гоголя, просп. Степана Бандери, вул. Протасевича, вул. Лесі Українки, вул. Слівенська, просп. Степана Бандери, вул. Руська, вул. Князя Острозького, вул. Шептицького, вул. Торговиця |                                                                                                | |
| 13                                               | Центральний ринок, вул. Торговиця, вул. Князя Острозького, вул. Шептицького, Вул. Торговиця, вул. Старий Поділ, вул. Гетьмана Мазепи, вул. Сергія Короля, вул. Тролейбусна, вул. Сергія Короля, вул. Гетьмана Мазепи, вул. Старий Поділ, вул. Торговиця |                                                                                                | |
| 14                                               | Вул. Карпенка, вул. Миру, вул. Дружби, вул. Руська, вул. Князя Острозького, вул. Пирогова, вул. Гоголя, вул. Богдана Хмельницького, вул. Збаразька, просп. Злуки, вул. Тарнавського, вул. Київська, вул. 15 Квітня, вул. Протасевича, вул. Лесі Українки, вул. Слівенська, просп. Степана Бандери, вул. Руська, вул. Гетьмана Мазепи, вул. Кривоноса | Подібний до сучасного тролейбусного маршруту №5.                                               | |
| 15                                               | Вул. Миру, вул. Дружби, вул. Старий Поділ, вул. Торговиця, вул. Князя Острозького, вул. Пирогова, вул. Гоголя, вул. Богдана Хмельницького, вул. Збаразька, просп. Злуки, вул. Тарнавського, вул. Володимира Великого (розворот на перехресті з вул. Симоненка), вул. Тарнавського, просп. Злуки, вул. Збаразька, вул. Крушельницької, вул. Замкова, вул. Руська, вул. Гетьмана Мазепи, вул. Максима Кривоноса |                                                                                                | |

КП «Тернопільелектротранс» також обслуговує автобусні маршрути №1, 21, 23, 24, 26, 26А, 31, 32, 35, 37 та 49.
Детальніше про зупинки громадського транспорту Тернополя.
З 25 червня 2025 року в місті Тернопіль впроваджується оновлена транспортна мережа, яка передбачає зміну нумерації маршрутів громадського транспорту. Тролейбуси та автобуси більше не матимуть однакових номерів, що запобігатиме плутанині між маршрутами та створить можливість гнучкої заміни транспорту в екстрених ситуаціях. Наскрізна (єдина) нумерація — є стандартом у європейських містах.
Зміни номерів маршрутів тролейбусів:
- № 1 → № 4;
- № 11 → № 6.

Зміни номерів маршрутів автобусів:
- № 1А → № 1;
- № 3 → № 30;
- № 4 → № 24;
- № 5 → № 50;
- № 6 → № 26;
- № 6А → № 26А;
- № 8 → № 28;
- № 9 → № 49.

## Недіючі лінії
- Лінія на вул. Князя Острозького, від філармонії до вул. Микулинецької. Збудована у 2006 році як резервна для об'їзду вулиць Митрополита Шептицького та Торговиця. Для її будівництва використали контактну мережу, що зняли з вул. Торговиця на ділянці від вул. Микулинецька до вул. Митрополита Шептицького. У маршрутній мережі ніколи не перебувала. Використовується маршрутом №8 при недоступності вулиць Митрополита Шептицького або Торговиця.
- Вул. Вояків Дивізії «Галичина» — збудована у 2006 році і діяла до 2009 року. Рух припинився через наднизький пасажиропотік і незадовільний стан дороги (переважно велика бруківка). Маршрут №8, який ходив по цій вулиці, тепер прямує через вул. Богдана Хмельницького. На даний момент ця лінія є резервною.
- Дільниця лінії на вул. Купчинського — від вул. Корольова до міської поліклініки №2. Не працює з літа 2015 року, коли тролейбуси маршруту №9 пустили в обхід вулицею Сахарова, поблизу обласної дитячої лікарні. На даний момент ця лінія є резервною.
- Поворот із вул. 15 Квітня на просп. Степана Бандери. До середини 1990-х років використовувався маршрутами №4 та №7. Стрілки підключені. Використовується у позаштатних ситуаціях.
- Поворот із вул. 15 Квітня на просп. Злуки. До 2010-х років використовувався маршрутом №5. Стрілки підключені. Використовується у позаштатних ситуаціях.
- Поворот із вул. Князя Острозького (від філармонії) на вул. Шептицького. До 2003 року використовувався маршрутами №8 та №13. Стрілки підключені. Використовується у позаштатних ситуаціях.
- Поворот з вул. Тарнавського на просп. Злуки (у напрямку вул. 15 Квітня). У 2015—2016 роках використовувався маршрутом №3. Стрілки підключені. Використовується у позаштатних ситуаціях.
- Двосторонній поворот із вул. Лукіяновича ліворуч на вул. Промислову. Збудований у 2018 році. Стрілки з усіх кінців підключені. Відразу після стрілок, у напрямку кінця вул. Промислова, лінія обривається (демонтована). Обставини будівництва повороту у відкритих джерелах відсутні.
- Розворотне кільце на вул. Промисловій (біля ТЦ «Епіцентр»). Використовувалось до літа 2018 року як кінцева маршруту №7, поки його не продовжили у напрямку вул. Лукіяновича. Стрілки підключені. Використовується у позаштатних ситуаціях.
- Реверсна лінія на дамбі Тернопільського ставу побудована у 2017 році вздовж центральної осі дороги. Використовувалась для руху тролейбусів спочатку в одному, а потім у протилежному напрямку, коли на реконструкцію по черзі закривали смуги проїжджої частини. У вересні 2018 року реконструкцію завершили, але лінія станом на жовтень 2019 року демонтована лише над шлюзним мостом.
- Лінії на вулиці Текстильній. Використовувались маршрутами №3 (до лютого 2024 року) та №6 (до травня 2020 року). Використовуються у позаштатних ситуаціях та при прямуванні в депо.
- Ділянка лінії, що проходить вулицею Миру (від вулиці Максима Кривоноса до кільця). Використовувалась тролейбусним маршрутом №5 (до травня 2025 року). Стрілки відключені.
- Ділянка лінії, що проходить проспектом Степана Бандери (від Збаразького кільця до вулиці Слівенської). Використовувалась тролейбусним маршрутом №1 до вересня 2019 року. Стрілки підключені. Використовується в позаштатних ситуаціях.
- Ділянка лінії на вулиці Тараса Протасевича (від вулиці Лесі Українки до Збаразького кільця). Використовувалась тролейбусними маршрутами №1 (до вересня 2019 року) та №11 (до квітня 2024 року). Стрілки підключені. Використовується в позаштатних ситуаціях.
- Ділянки лінії на вулиці Торговиця від дамби Тернопільського ставу до видавництва «Збруч» в обох напрямках. Використовувались маршрутами №3 (до лютого 2024 року) та №5 (до 2020 року). Наразі використовуються в позаштатних ситуаціях та при прямуванні в депо.

### Службові лінії
- Всі лінії, що розташовані у депо та заїзди в депо з вулиці Тролейбусної.
- Поворот з вулиці Замкової праворуч на вулицю Руську. Використовується маршрутом №10 для заїзду в депо вулицями Руською, Мазепи, Сергія Короля, Тролейбусною.
- Поворот з вулиці Сергія Короля праворуч на вулицю Кривоноса. Використовується маршрутом №5 для виїзду з депо на маршрут.
- Поворот з вулиці Дружби ліворуч на вулицю Мазепи. Використовується маршрутом №5 для заїзду в депо вулицями Дружби, Мазепи, Сергія Короля, Тролейбусною.

## Демонтовані лінії
- Лінія на вулиці Промисловій на ділянці від колишньої центральної прохідної Комбайнового заводу (ТКЗ) до кінця вулиці — не діє з 2009 року через поганий стан дороги і неактуальність. Лінія частково розібрана — демонтовано контактний дріт, підвісний дріт залишили.
- Лінія на вулиці Торговиця на ділянці від вул. Микулинецька до вул. Митрополита Шептицького. Використовувалась маршрутом № 8А. Частково демонтована у 2006 році, демонтовано контактний дріт, підвісний дріт залишили. Контактний дріт використали того ж року для будівництва лінії по вул. Князя Острозького на ділянці від філармонії до вул. Микулинецької.
- Лінія на вул. Крушельницької, від вул. Опільського до вул. Б. Хмельницького. Існувала з 1977 по 1982 роки, а також як тимчасова у 1992—1993 роках для маршруту №9, коли на ремонт закривали вул. Б. Хмельницького та Коперника.
- Тимчасова лінія на вул. Вояків Дивізії «Галичина» (від просп. Степана Бандери до вул. Паркова) та вул. Шопена (від. вул. Паркова до просп. Степана Бандери). Існувала на рубежі 1980—1990-х років для розвороту тролейбусів, що прямували до мікрорайону «Східний», коли на реконструкцію закривали шляхопровід біля технічного університету.
- Тимчасовий поворот із вул. Гоголя на вул. Руську. Існував на рубежі 1980—1990-х років для розвороту тролейбусів, що прямували до мікрорайону «Дружба», коли на реконструкцію закривали шляхопровід біля технічного університету.
- Поворот з просп. Степана Бандери (від Збаразького кільця) на вул. Слівенську. Демонтована на початку 2000-х років. До середини 1990-х років використовувався маршрутами №4 та №7.

## Перспективи
У планах на найближчі роки — збудувати двосторонню тролейбусну лінію навколо мікрорайону № 6 («Варшавський мікрорайон»), а саме — по вулиці Корольова та Підволочиському шосе.
Також в перспективі:
• придбання 30 нових низькопідлогових 12-метрових тролейбусів за позику в сумі 5.5 млн євро від Європейського інвестиційного банку (ЄІБ), тендерні процедури щодо закупівлі нових тролейбусів було розпочато 12 вересня 2023 року.
• співпраця з Європейським банком реконструкції та розвитку (ЄБРР) щодо придбання 30-39 нових низькопідлогових тролейбусів, ремонтного та діагностичного обладнання, продовження тролейбусної контактної мережі, модернізацію існуючої тягової підстанції та будівництво нової, модернізацію тролейбусного депо та тролейбусних зупинок на суму 11 млн євро строком на 13 років (пільговий період – 3 роки).
• придбання 16 вживаних низькопідлогових 18-метрових тролейбусів на суму 432 тисячі євро впродовж 2024-2025 років (плани скасовані у зв'язку з підготовкою до отримання понад 50 нових низькопідлогових тролейбусів).

## Рухомий склад
| Дані станом на липень 2025 | Дані станом на липень 2025 | Дані станом на липень 2025 | Дані станом на липень 2025 |
| Модель                     | Фото                       | Кількість машин            | Бортові номери |
| -------------------------- | -------------------------- | -------------------------- | --- |
| Škoda 9Tr                  |                            | 1                          | 080 (технічна допомога) |
| Škoda 14Tr                 |                            | 15                         | 092, 097, 101, 104, 110, 112, 130*, 137, 138, 141, 147, 149, 151, 174, 182                                                            |
| Škoda 15Tr                 |                            | 26                         | 153*, 155, 156*, 157, 159, 161, 162, 163, 164, 165*, 166, 168, 169, 170, 171, 172, 173, 175*, 176*, 178, 179, 180, 181, 183, 184, 185 |
| Škoda 24Tr Irisbus         |                            | 5                          | 186, 187*, 188, 189, 190* |
| ЛАЗ Е183                   |                            | 2                          | 145, 146 |
|                            | Всього:                    | 49                         | |

*— неробочі.
Відкривали тролейбусний рух у Тернополі машини моделі Škoda 9Tr. З 1975 по 1982 рік місто отримало 85 на той час нових тролейбусів цього виду. В січні 1996 року Тернопіль закупив ще 6 вживаних тролейбусів цієї моделі з Чехії. Починаючи з 90-х років, кількість лінійних Škoda 9Tr в місті почала активно зменшуватися. Останній виїзд в маршрутному режимі тролейбуса цієї моделі (а саме машини №080) відбувся 21 листопада 2018 року, у квітні 2019 тролейбус переобладнано в «Технічну допомогу». До цього моменту з 2013 року функцію технічної допомоги виконував тролейбус ТД-67 (За часів пасажирської експлуатації мав інвентарний №067), однак за роки експлуатації він став доволі зношеним, і в липні 2019 року був відданий учасникам фестивалю «Файне місто Тернопіль», а в серпні 2019 року був утилізований.
У  червні 1984 року на маршрути міста виїхали перші 10 тролейбусів моделі Škoda 14Tr, впродовж 1988-1989 років надійшло ще 20 тролейбусів цього типу. У вересні 1995 року було придбано перший вживаний тролейбус з Чехії, що отримав парковий №130. Протягом 2002-2004 років Тернопіль закупив ще 5 вживаних тролейбусів (отримали №№137—141), що раніше працювали в чеських містах Брно та Злін. У 2010 році надійшло ще 5 вживаних тролейбусів (№147—151) з чеських міст Пардубіце та Опава.
У 1995 році в місті налічувалося 12 зчленованих тролейбусів ЮМЗ Т1, але в період 2003-2005 років сім з них пройшли вкорочення до моделі ЮМЗ Т1Р, що фактично нічим не відрізнялась від ЮМЗ Т2. Останній зчленований ЮМЗ Т1 (№119) завершив роботу 29 грудня 2016 року та був списаний у серпні 2017. Вкорочені тролейбуси протримались довше - останній виїзд на лінію машини №128 зафіксовано 28 лютого 2020 року. Крім цього, навесні 1994 року Тернопіль отримав тролейбус №129 - прототип моделі ЮМЗ Т2, однак пропрацював він лише до 2006 року. Інший екземпляр цієї моделі - №127 - курсував на вулицях міста до 2010 року.
Навесні 2006 року Тернопіль придбав два тролейбуси моделі ЛАЗ-52522, які отримали бортові номери 142 та 143. Машина №142 востаннє виїхала на лінію в травні 2019 і була списана в січні 2020 року. Тролейбус №143 востаннє виїхав на маршрут 25 січня 2023 року і був списаний у жовтні 2023.
З 2006 по 2008 рік закуплено три нових тролейбуси моделі ЛАЗ Е183, які отримали бортові номери 144-146. Тролейбус №144 востаннє виїхав на маршрут 14 липня 2022 року і був списаний у жовтні 2023 року. 16 квітня 2010 року на вулицях Тернополя корпорацією «Богдан» було презентовано новий тролейбус моделі Богдан Т60112, який згодом було відправлено в Луганськ.
У 2010 році місто знову повернулося до купівлі вживаних чеських тролейбусів, в тому числі і зчленованих Škoda 15Tr. Впродовж 2012—2020 років КП «Тернопільелектротранс» закупив 32 тролейбуси Škoda 15Tr (різних модифікацій) з чеських міст: Пльзень, Чеські Будейовиці, Злін, Усті-над-Лабою (отримали паркові №№152-173, 175—181, 183—185), а також два тролейбуси модернізованої версії Škoda 14Tr, що мають № 174 та 182. У зв'язку з аварійністю шляхопроводу на вулицях Руська — С. Бандери тролейбуси Škoda 15Tr з квітня 2024 року можуть експлуатуватися лише на маршрутах №7, 8, 9 та зміненому №11.
25 листопада 2021 року в КП «Тернопільелектротранс» було доставлено перший тролейбус моделі Škoda 24Tr Irisbus (модифікація — Citelis) з чеського міста Маріанські Лазні, який отримав №186, а 17 та 28 грудня було доставлено ті ж самі тролейбуси, які отримали №187 та №188. Станом на вересень 2022 року нараховується п'ять тролейбусів Škoda 24Tr Irisbus, однак станом на початок 2025 року в регулярній експлуатації перебуває лише 2-3 такі тролейбуси. З 24 березня 2022 року почалася лінійна експлуатація тролейбусів даної моделі — першим на лінію виїхав тролейбус Škoda 24Tr Irisbus №187, інші з перших трьох виїхали пізніше, згодом на маршутах з'явились і тролейбуси №189 та №190.
Крім тролейбусів, на балансі підприємства є три автобуси ІнтерЛАЗ 13.5 ЛЕ, 20 автобусів МАЗ-206 та 19 MAN A21 NL xx3 Lion's City, які працюють на автобусних маршрутах №1А, №4, №6, №6А, №9, №21, №23, №31, №32, №35 та №37. Станом на 1 березня 2025 року на балансі підприємства перебуває 42 комунальних низькопідлогових автобуси, з яких регулярно експлуатуються 29-30 машин. У зв'язку з аварійними відключеннями електроенергії, спричиненими російськими атаками, у листопаді та грудні 2022 року при знеструмленні контакної мережі автобуси MAN A21 NL xx3 Lion's City з автобусних маршрутів №1А та №35 переходили на тролейбусний маршрут №11, натомість деякі тролейбуси з маршруту №11 переходили на автобусний маршрут №1А.

## Тематичні тролейбуси
У травні 2014 року розпочався проєкт «Тролейбус щастя». Передумовою став конкурс серед студентів. Цього року Тернопільська міська рада спільно з Тернопільським національним педагогічним університетом імені Володимира Гнатюка і громадською ініціативою «Громада і місто» проводили конкурс студентських проєктів, — зазначив заступник голови Тернопільської облдержадміністрації Леонід Бицюра. Ідей було дуже багато, адже участь у конкурсі взяли 170 магістрантів, але переможців було лише четверо, тому їхні проєкти і реалізовані. Власне, однією з ідей було створення Музею щастя. Студентка розробила цілу концепцію, проте наразі не вдалося реалізувати її ідею. Кафедра інформатики Тернопільського національного педагогічного університету імені Володимира Гнатюка придумала оформити один із тролейбусів, що курсують містом. Так розпочався соціальний проєкт «Тролейбус щастя». Керувати проєктом доручили працівнику кафедри. Усі матеріали для оформлення купляли за власні кошти і волонтери студенти і працівники університету оформили його. 
Першим «Тролейбусом щастя» стала Škoda 15Tr №160, який отримав назву «Сім кольорів щастя». Наприкінці вересня 2023 року тролейбус було відсторонено від роботи через проблеми з кузовом, а в березні 2024 року його було списано.
21 листопада 2014 року  другий «Тролейбус щастя» — Škoda 15Tr №157. Його оформили на патріотичну тематику і назвали «Україна єдина!».
6 грудня 2014 року, незадовго до новорічно-різдвяних свят, прикрасили ще одну Škoda 15Tr (№167) «Веселих свят!». Його прикрасили відповідно до календаря. Спочатку це був «Тролейбус святого Миколая», пізніше — «Новорічно-різдвяний», згодом він став «Тролейбусом закоханих». Оформлення проіснувало до кінця 2016 року, після чого він отримав рекламу «ТАКСІ 579» помаранчевого відтінку. 23 січня 2019 року даний тролейбус згорів на маршруті №1, а у квітні 2019 року був списаний.
У травні 2015 року тролейбус Škoda 15Tr (№161) у рамках проєкту оформили і назвали «Україно моя вишивана». В процесі капітального ремонту рекламу з тролейбуса було здерто, а в січні 2021 року він отримав рекламу «ЕлДом» з рожевим, білим та сірим кольорами. В лютому 2024 року рекламну плівку було здерто, а рожево-біло-сіре пофарбування, під яке було наклеєно рекламну плівку, збереглося і донині.
У вересні 2015 року презентували тролейбус «Ретро» — Škoda 9Tr (№085), який оформили у ретро-стилі. На даний момент тролейбус списано та утилізовано.
11 листопада 2015 року виїхав «Фінансово грамотний» тролейбус Škoda 15Tr (№163). Під час ремонту після першої ДТП з жовтня 2017 року по березень 2018 року змінив рекламу на «Світ паркету», наприкінці 2019 року отримав рекламу червоно-білого забарвлення «V7».
26 листопада 2015 року почав курсувати тролейбус «Тернопілля Туристичне» — Škoda 15Tr (№162). Мета — розповісти про чудову місцевість краю (замки, водоспади, печери тощо).
У «Тролейбусах щастя» на моніторі можна побачити тематичні відеоролики, час від часу проводяться мистецькі акції. Також їх можна замовити на урочисті події. У всі інші дні, коли немає замовлень, тролейбуси працюють у лінійному режимі.
У жовтні 2017 року вийшов на маршрути міста соціальний тролейбус Škoda 15Tr на тему «Здоров'я» (№166). Над дверима тролейбуса — мішечки з м'ятою, у салоні пігулки-вітамінки, які розповідають про користь тих чи інших продуктів, на кріслах — написи, які поліпшують настрій, а також ще чимало корисної інформації про здоровий спосіб життя. Таким бачили черговий тролейбус щастя, а тепер втілили цю ідею в життя викладачі та студенти Тернопільського національного педагогічного університету імені Володимира Гнатюка. У 2017 році тролейбус змінив дизайн на рекламу «Спортландія» синьо-блакитного відтінку, а наприкінці 2021 року отримав рекламу білого забарвлення «HAFELE», яка протрималася аж до лютого 2024 року, коли її здерто було майже повністю, окрім задньої частини.
13 листопада 2017 року на маршрут № 11 вийшов тематичний тролейбус Škoda 15Tr (№173) «Збережемо здоров'я нації». Студенти Тернопільського державного медичного університету ще минулого 2016 навчального року висловили ідею доносити до громадян міста корисну інформацію за допомогою громадського транспорту. В результаті роботи креативної команди тепер у Тернополі є тролейбус «Збережемо здоров'я нації». На початку 2020 року тролейбус змінив дизайн на рекламу «Студія підлоги».
У лютому 2018 року із капітального ремонт виїхав тролейбус Škoda 14Tr (№092), який оформили на тему «Світ професій».
У травні 2024 року на тролейбусі Škoda 14Tr (№104) з'явилася соціальна реклама щодо експлуатації людей з написами «Тобою скористались?» та «Не бійся, дзвони 527» для допомоги людям, які зазнали експлуатації. 

## Вартість проїзду
У Тернополі, починаючи з 1 грудня 2016 року, набув чинності Порядок справляння оплати проїзду із застосуванням автоматизованої системи оплати проїзду та обліку пасажирів в громадському транспорті міста Тернопіль. Пасажир, зайшовши у транспортний засіб, одразу ж, не чекаючи наступної зупинки, зобов'язаний оплатити проїзд готівкою кондуктору та отримати разовий квиток, або самостійно здійснити валідацію «Файною Картою» або електронним проїзним квитком тривалого користування через стаціонарні валідатори, отримати підтверджуючий реєстрацію квиток і зберігати його до завершення проїзду.
Іменну «Файну Карту» можуть отримати лише громадяни з реєстрацією у м. Тернополі, її вартість — 70,00 ₴ (пришвидшене виготовлення — 130 ₴) . Усі інші громадяни можуть придбати неперсоніфікований проїзний квиток тривалого користування за 50 ₴ у пунктах продажу.
2 січня 2018 року введено диференційований двохрівневий тариф на проїзд у тернопільських тролейбусах: 4,00 ₴ готівкою та 3,00 ₴ «Файною Картою» або електронним проїзним квитком тривалого користування, у автобусах маршруту № 1А — 5,00 ₴ та 4,00 ₴ відповідно. Для учнів загальноосвітніх шкіл з 28 серпня по 27 червня — 2,00 ₴ пільговою «Файною Картою» (у тролейбусах і автобусах).
1 листопада 2018 року встановили диференційований трьохрівневий тариф: 8,00 ₴ при оплаті готівкою, 6,00 ₴ при оплаті неперсоніфікованим електронним квитком або банківською карткою, 5,00₴ при оплаті «Файною Картою» (повна вартість), 2,50 ₴ при оплаті «Файною Картою» (пільгова вартість) школярами та студентами. 4 листопада 2018 року мешканці міста вийшли на масовий мітинг проти підвищення тарифів на проїзд в міському громадському транспорті, вимагаючи зменшення вартості проїзду. 5 листопада 2018 року Тернопільський виконавчий комітет скасував рішення про підвищення вартості проїзду до 8,00 ₴, а з наступного дня відновлена попередня вартість проїзду в тролейбусах — 4,00 ₴ при оплаті готівкою і 3,00 ₴ «Файною Картою» або електронним проїзним квитком.
Із 17 листопада по 19 грудня 2018 року встановлено однорівневий тариф на проїзд — 5,00 ₴ при оплаті як готівкою, так і електронними квитками. Вартість проїзду для школярів та студентів, при оплаті «Файною Картою» (пільгова вартість), залишилась незмінною — 2,50 ₴. Із 20 грудня оплата готівкою зросла на одну гривню і становитиме 6,00 ₴, відтак було відновлено диференційований двохрівневий тариф.
Право безкоштовного проїзду мають визначені законом пільговики з реєстрацією у м. Тернополі. Під час проїзду вони зобов'язані власною пільговою «Файною Картою» здійснити валідацію, щоб отримати квиток. Пільговики з немісцевою реєстрацією права на безкоштовний проїзд не мають, вони зобов'язані оплатити повну вартість проїзду.
Право на безкоштовний проїзд мають учасники бойових дій на Сході України та добровольці, а також школярі та студенти (Із 01 вересня 2019 року), їм достатньо пред'явити відповідні документи.
З 1 жовтня 2021 року у всьому громадському транспорті Тернополя забороняється розраховуватися за проїзд готівкою.
1 серпня 2023 року на маршрутах №1, 3, 10 після встановлення додаткових стаціонарних валідаторів в тестовому режимі запрацювала безкондукторна система здійснення оплати за проїзд. 21 серпня цього ж року на безкондукторну систему здійснення оплати за проїзд було переведено тролейбусний маршрут №8, а 3 жовтня цього ж року – і тролейбусний маршрут №5. З 1 червня 2024 року набирає чинності повністю безкондукторна система оплати за проїзд на всіх тролейбусних маршрутах Тернополя.
З 1 серпня 2024 року вартість проїзду в тролейбусах міста становить 15 ₴ при використанні одноразового квитка з можливістю пересадки протягом 30 хвилин або банківської картки, 14 ₴ при оплаті неперсоніфікованим проїзним квитком, 12 ₴ при оплаті «Файною картою».

## Контакти
КП «Тернопільелектротранс», м. Тернопіль, вул. Тролейбусна, 7